# Cechenena pundjabensis
Cechenena pundjabensis är en fjärilsart som beskrevs av Gehlen. 1931. Cechenena pundjabensis ingår i släktet Cechenena och familjen svärmare. Inga underarter finns listade i Catalogue of Life.